# 突吻叫姑魚
突吻叫姑魚為輻鰭魚綱鱸形目鱸亞目石首魚科的其中一種，分布於印度西太平洋區，包括印度、孟加拉、緬甸、泰國、馬來西亞、越南、印尼、汶萊、巴布亞紐幾內亞、澳洲等淡水、鹹水域，體長可達16公分，棲息在沿海、河口、溪流，可做為食用魚。